# إيفر ألفارو
إيفر ألفارو (بالإسبانية: Ever Alfaro)‏ هو لاعب كرة قدم ومدرب كرة قدم كوستاريكي في مركز الهجوم، ولد في 1 أكتوبر 1982 في Grecia, Costa Rica ‏ في كوستاريكا. شارك مع منتخب كوستاريكا لكرة القدم. أما مع النوادي، فقد لعب مع ديبورتيفو سابريسا ونادي أتلانتي.

## وصلات خارجية
- إيفر ألفارو على موقع قاعدة بيانات كرة القدم.إي يو (الإنجليزية)
- إيفر ألفارو على موقع ناشيونال فوتبول تيمز (الإنجليزية)
- إيفر ألفارو على موقع Soccerway.com (الإنجليزية)